# Resistenza nel comune di Cherasco
Il comune di Cherasco partecipò attivamente alla lotta di Resistenza partigiana e qui si svolsero numerosi scontri che causarono numerose vittime fra i suoi cittadini, anche con fucilazioni di massa ed eccidi. In virtù dei meriti nel corso della Resistenza, alla città è stata assegnata la "Medaglia d'argento al valor civile".

## Storia
Dopo l'8 settembre 1943 e l'annuncio dell'armistizio, alcuni militari e altri giovani costituiscono la “Prima Banda del Tenente Pippo”, il cui vero nome era Vito Dulcimele, tenente del Regio Esercito originario di Napoli.
Negli ultimi giorni di novembre 1943, però, i tedeschi lo arrestarono e gli altri ribelli furono condotti in Val Casotto, dove si trovavano molti partigiani, da Carlo Andriano, un ex militare.
Qui, alla formazione guidata dal comandante Mauri, si unirono alcuni cheraschesi come Francesco Dogliani (detto Ricci), Mario Allocco, Giovanni Rinaldi, Mario Scotti, Lorenzo Baldissone.

### 1944
Nel mese di marzo i nazifascisti circondarono la zona attorno a Pamparato e Ricci, insieme con pochi altri, riuscì a fuggire, decidendo di tornare in pianura.
Nel mese di maggio alcuni cheraschesi formarono la guardia del Comando Mauri, proprio sotto la guida di Ricci. Sempre in quel periodo nel braidese si costituì anche la XII Divisione Bra, comandata da Della Rocca.
I nazifascisti si trovarono subito in difficoltà: i partigiani al Molino Verduno, il 23 luglio, riuscirono a catturare quindici tedeschi, a prendere tre camion, più molto altro materiale.
Il primo agosto, inoltre i partigiani interruppero il ponte sul Tanaro. 
Sempre nel mese di agosto si stabilì a Cherasco un presidio di soldati tedeschi, comandati dal colonnello Neufellner.

#### L'eccidio di Cerequio (La Morra)[5][6]
Nella località Cerequio del comune di La Morra accadde uno degli episodi più sanguinosi della guerra di Liberazione nel territorio di Cherasco e La Morra e coinvolse numerosi abitanti dei due comuni. Il 29 agosto 1944, i fascisti della Divisione Monterosa e delle Brigate Nere cominciarono un rastrellamento e attaccarono contemporaneamente La Morra e le frazioni di San Bartolomeo e Meane. I partigiani resistettero ma alla fine furono sopraffatti e si contarono 33 morti più 2 civili. In particolare 11 partigiani di Cherasco furono catturati presso la cascina Averame nella frazione Cerequio di La Morra e fucilati, pur se fatti prigionieri dietro la promessa di aver salva la vita.
Poche settimane dopo, il 4 ottobre 1944, i tedeschi, durante un rastrellamento nella zona di Meane e San Bartolomeo, arrestarono una ventina di capifamiglia e li tennero in ostaggio nella filanda di Cherasco, minacciando vendette in caso di attacchi dei partigiani.
In settembre dalla polveriera di Fossano vengono trafugati esplosivi: 50 casse di balistite e 450 bombe di mortaio da 45 con cui poter effettuare attentati. Nella notte del 21 ottobre il ponte sul fiume Stura, che collegava Cherasco e Bra, lungo la direttiva Bra - Cuneo quotidianamente utilizzata da mezzi motorizzati nazifascisti e reparti appiedati, venne fatto saltare e il colonnello Neufellner decretò che Ottavio Ferraretto, uno degli ostaggi, doveva essere giustiziato. La sera stessa del 21 ottobre, presso il cimitero Ferraretto, fu fucilato da un plotone di soldati tedeschi.
Dai primi di novembre fino al 23 dicembre 1944 si insediò a Cherasco il “Distaccamento partigiano” di Leonida Battagliotti (detto Ettore) e la città fu considerata “libera e di pieno possesso partigiano”.

### 1945
A gennaio si stabilirono i soldati dell'esercito della R.S.I., precisamente del R.A.U. ("Raggruppamento Arditi Ufficiali", un'unità anti-partigiani dell'Esercito Nazionale Repubblicano), sotto il comando del colonnello Palomba. In quel periodo la repressione contro i civili e i partigiani fu durissima e furono molti i partigiani brutalmente uccisi. In quel mese, durante una delle ultime incursioni fasciste fu uccisa Vittoria Marengo, una scolara di V elementare, uscita dalla scuola e nascostisi in un fosso all'arrivo dei militi, colpita da una raffica sparata da un fascista che aveva scambiato il suo fiocco azzurro per il fazzoletto azzurro indossato dai partigiani.
Il 20 marzo, con largo anticipo rispetto alla liberazione nazionale, Cherasco fu presa dai partigiani. I militari fascisti tentarono un ultimo attacco il 18 aprile ma furono respinti.

### Tesoro 4ª Armata
Dopo l'8 settembre 1943, nell'area confluirono anche reparti dispersi della 4ª Armata, tra questi militari vi era il generale Operti, intendente dell'armata che custodiva la tesoreria del gruppo. Il generale trovò rifugio a Cherasco e distribuì parte del denaro alla lotta partigiana,  parte del quale venne nascosto in casse seppellite sotto una stalla. A guerra terminata le casse furono riesumate ed il loro contenuto (circa 80 milioni di franchi per cassa) consegnate a due cassieri della Banca d'Italia.

## Medaglia d'argento
Nel 2005 con Decreto del Presidente della Repubblica del 18 aprile è stata conferita alla città la medaglia d'argento al Merito Civile con la seguente motivazione: “La Comunità cheraschese, sconvolta dalle feroci rappresaglie dell’occupante nazifascista, offrendo uomini alle formazioni partigiane, partecipava con eroico coraggio e indomito spirito patriottico alla guerra di Liberazione, sopportando la perdita di un numero elevato dei suoi figli migliori. Luminoso esempio di profonda fede nei valori della libertà e della democrazia”.

## Galleria d'immagini

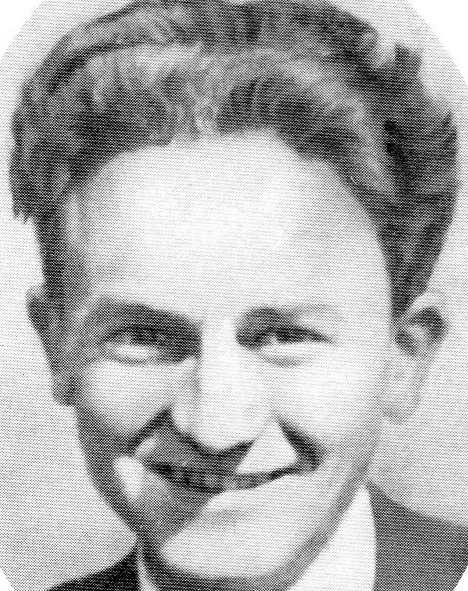
Mario Boriano
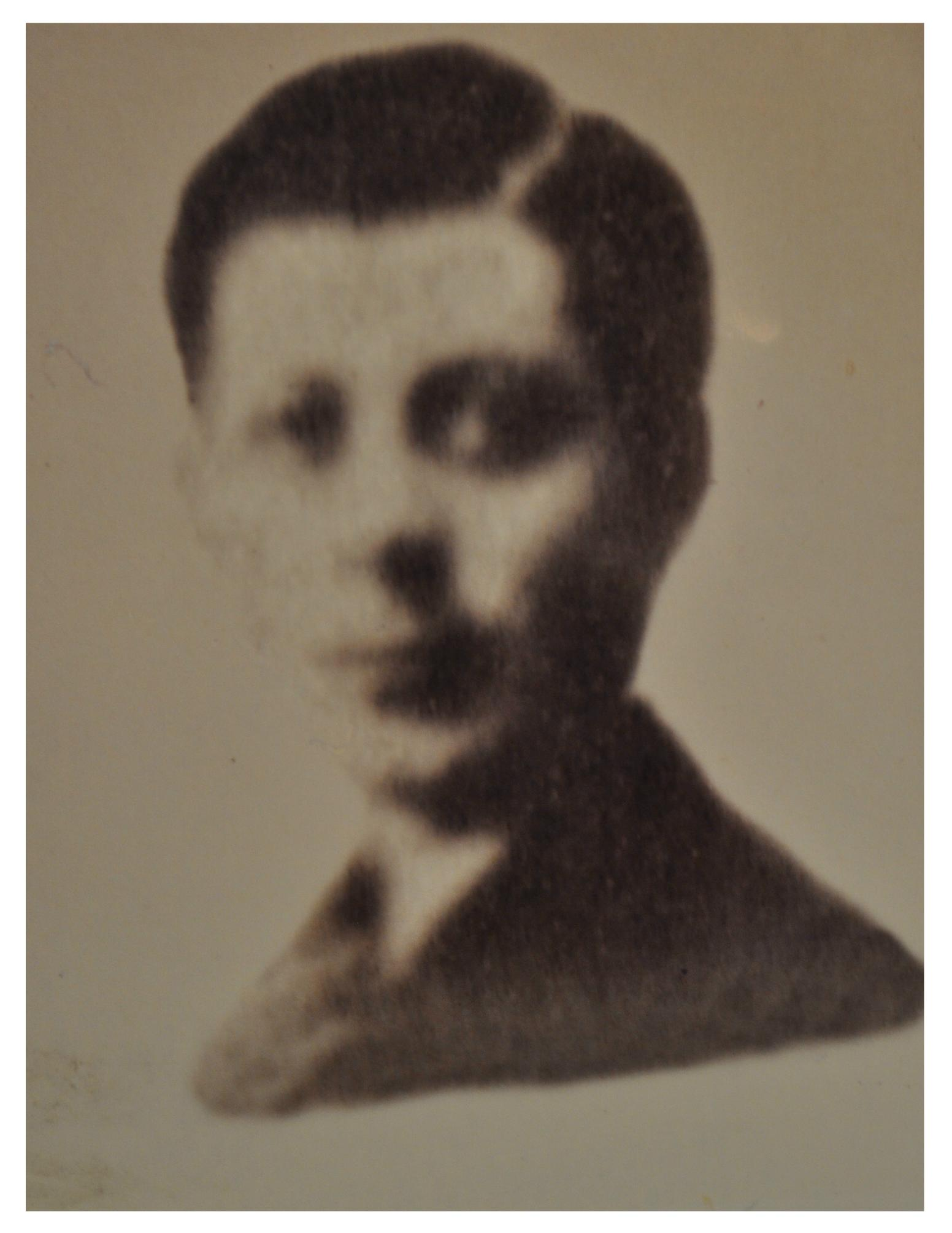
Lorenzo Dellavalle
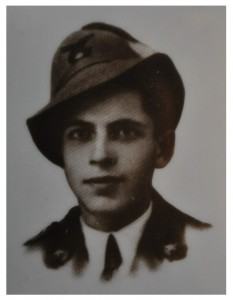
Giuseppe Vaira
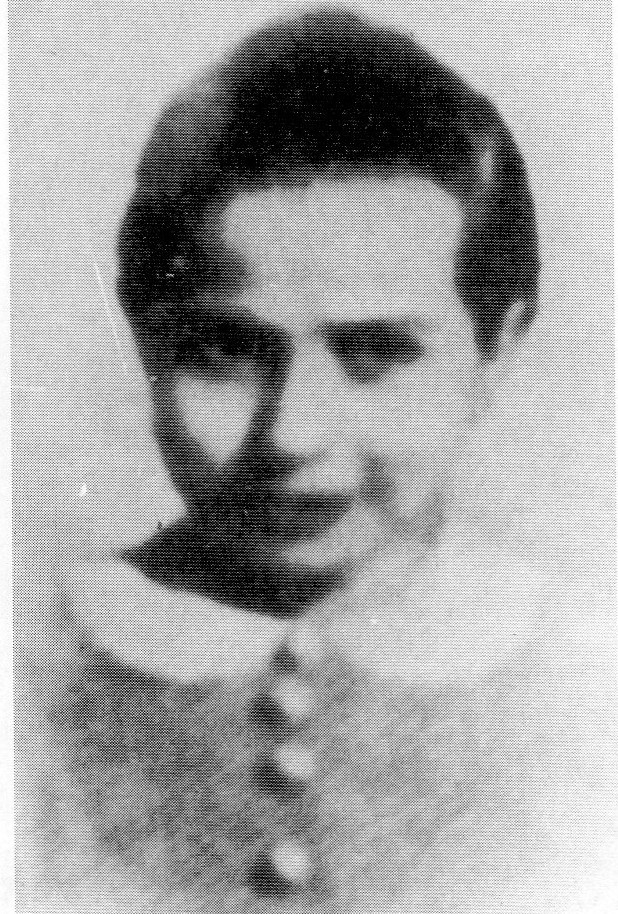
Vittoria Marengo
Ottavio Ferraretto